# Nižnenovgorodski kremelj
Nižnenovgorodski kremelj (rusko Нижегородский кремль) je trdnjava v Nižnem Novgorodu, zgodovinskem mestnem jedru.

## Zgodovina
Prvi poskus zamenjave lesene utrdbe s kamnitim kremeljem je bil zabeležen leta 1374, vendar je bila gradnja omejena na en sam stolp, znan kot stolp Dmitrovskaja (ta se ni ohranil). Pod vladavino Ivana III. je Nižni Novgorod igral vlogo stražarskega mesta, ki je imel stalni garnizon; služil je kot prostor za zbiranje čet za moskovske akcije proti Kazanskemu kanatu. Da bi okrepili obrambo mesta, so se znova začela gradbena dela na obzidju.
Gradnja kamnitega kremlja Nižnega Novgoroda se je začela leta 1500 z gradnjo Ivanovskega stolpa; glavno delo se je začelo leta 1508 in do leta 1515 je bila dokončana velika zgradba. Hrastove stene, ki so tvorile stare utrdbe, so bile uničene v velikem požaru leta 1513. Dvokilometrski zid je bil okrepljen s 13 stolpi (eden od njih - Začackaja - je bil na obali Volge; ni bil ohranjen, vendar je bil obnovljen leta 2012) . To Kamnito mesto je imelo stalni garnizon s trdnim topniškim orožjem. S padcem Kazana je kremelj v Nižnem Novgorodu izgubil svoj vojaški pomen, pozneje so se vanj naselile mestne in deželne oblasti.
Med drugo svetovno vojno so strehe Taynitskaya, Severnaya in Časovaya stolpov razstavili, na zgornjih ploščadih pa postavili protiletalske mitraljeze. Tako je trdnjava branila zračni prostor mesta pred Luftwaffe. Ta je bombardirala Kanavinski most in sejem, in zračna obramba kremlja je te objekte branila.
Svet ministrov RSFSR je 30. januarja 1949 izdal ukaz o obnovi Nižnenovgorovskega kremlja.
Oktobra 2018 so arheologi odkrili ostanke srednjeveškega naselja in pokopališča na mestu uničene cerkve sv. Simeona Stilita. Najdbe pripadajo 13. stoletju, najstarejša kulturna plast pa sega v leto 1221, ko je bil ustanovljen Nižni Novgorod. Po končanih izkopavanjih bodo eksponati razstavljeni in na tem mestu poustvarjena cerkev svetega Simeona.

## Stolpi
Naslednjih 13 stolpov je ohranjenih (v nasprotni smeri urinega kazalca):
1. Stolp Georgievskaja (rusko Георгиевская башня, dob. 'Stolp sv. Jurija')
2. Stolp Borisoglebskaja (rusko Борисоглебская башня, dob. 'stolp sv. Borisa in Gleba'), ki ga je v 18. stoletju uničil plaz; obnovljen leta 1972)
3. Stolp Začatskaja (rusko Зачатская башня, dob. 'Začetni stolp'), ki ga je uničil plaz v 18. stoletju; obnovljen leta 2012)
4. Stolp Belaya (rusko: Белая башня, dob. 'Beli stolp')
5. Stolp Ivanovskaja (rusko: Ивановская башня, dob. 'stolp sv. Janeza')
6. Stolp Časovaja (rusko: Часовая башня, dob. 'stolp z uro')
7. Stolp Severnaja (rusko: Северная башня, dob. 'Severni stolp')
8. Stolp Tajnickaja (rusko: Тайницкая башня, dob. 'Skrivni stolp')
9. Stolp Koromislova (rusko: Коромыслова башня) , dob. 'Jarmov stolp')
10. Stolp Nikolskaja (rusko: Никольская башня, dob. 'Stolp sv. Nikolaja')
11. Stolp Kladovaja (rusko: Кладовая башня, dob. 'stolp shramba')
12. Stolp Dmitrievskaja (rusko: Дмитриевская башня, dob. 'Stolp sv. Demetrija')
13. Stolp Porohovaja (rusko: Пороховая башня, dob. 'Smodniški stolp')

- Stolp sv. Jurija
Георгиевская
- Stolp Borisoglebskaja
Борисоглебская
- Stolp Začatskaja 
Зачатская
- Stolp Belaja 
Белая
- Stolp Ivanovskaja 
Ивановская
- Stolp Časovaja 
Часовая
- Stolp Severnaja '
Северная
- Stolp Tajnickaja 
Тайницкая
- Stolp Koromislova 
Коромыслова
- Stolp Nikolskaja
Никольская
- Stolp Kladovaja 
Кладовая
- Stolp Dmitrievskaja 
Дмитровская
- Stolp Porohovaja 
Пороховая

## Druge stavbe
Kremelj je vseboval veliko cerkva, toda edina ohranjena je stolnica nadangela Mihaela, zgrajena najpozneje sredi 16. stoletja in obnovljena v letih 1628-1631. Je najstarejša ohranjena stavba v Kremlju. V stolnici je grob Kuzme Minina. Leta 1828 je bil pred stolnico (arhitekta Melnikov in Martos) postavljen obelisk v čast Kuzmu Mininu in Dmitriju Požarskemu.
Hiša vojaškega guvernerja je bila zgrajena v letih 1837-1841; to je zdaj Muzej umetnosti. Arzenal je bil zgrajen v letih 1840-1843 po naročilu Nikolaja I. Leta 1931 je Preobraženjsko stolnico zamenjal Dom Sovjetov; ta zgradba je zdaj stavba mestnega sveta.
Leta 1965 je bil v bližini obeliska Minina in Požarskega ustanovljen spominski kompleks v počastitev državljanov Nižnega Novgoroda, umrlih v drugi svetovni vojni; to je vključevalo tudi večni ogenj.